# حوير الحص
حوير الحص قرية سوريّة تتبع إداريّاً لمحافظة حلب منطقة السفيرة ناحية الحاجب، بلغ تعداد سكانها (402) نسمة حسب التعداد السكاني لعام 2004.